# Trirhabda megacephala
Trirhabda megacephala là một loài bọ cánh cứng trong họ Chrysomelidae. Loài này được Wickham miêu tả khoa học năm 1914.